# Чудесное посещение
«Чудесное посещение» (англ. The Wonderful Visit) — сатирический роман Герберта Уэллса, опубликованный в 1895 году. Время и место действия — викторианская Англия, однако главным героем является сверхъестественное существо — ангел (что позволяет некоторым комментаторам отнести книгу Уэллса к числу первых примеров жанра фэнтези).

## Сюжет
В «Чудесном визите» рассказывается, как ангел проводит чуть больше недели на юге Англии. Его сначала принимают за птицу из-за его ослепительного многоцветного оперения, поскольку он «не Ангел религиозного чувства и не Ангел народной веры», а скорее «Ангел итальянского искусства». за ним охотится и стреляет в крыло орнитолог-любитель, преподобный Хильер, викарий Сиддермотона, а затем его забирает и заботится в доме священника. Существо происходит из «Страны грез» (также ангельский термин для обозначения нашего мира) и, хотя оно «очаровательно приветливо», «совершенно невежественно в самых элементарных фактах цивилизации». встревожен тем, что он узнает о мире в целом и о жизни в викторианской Англии в частности. Поскольку он становится все более критически настроенным по отношению к местным нравам, его в конечном итоге называют «социалистом».
Тем временем викарий, его хозяин, подвергается нападкам со стороны других священнослужителей, соседей и даже слуг за то, что у него дурная репутация (никто, кроме викария, не верит, что он пришел из другого мира, и люди начинают называть его «мистер Ангел»). Единственный талант ангела - его божественная игра на скрипке, но он дискредитируется на приеме, который леди Хаммергаллоу соглашается устроить, когда обнаруживается, что он не умеет читать ноты, и признается сочувствующему слушателю, что заинтересовался служанкой викари по имени Делия. Вместо того, чтобы зажить, его крылья начинают атрофироваться. Местный врач доктор Крамп угрожает посадить его в тюрьму или сумасшедший дом. После того, как ангел разрушает колючую проволоку на территории местного баронета, сэр Джон Готч дает викарию неделю, чтобы он отослал его, прежде чем он начнет против него судебное разбирательство.
Преподобный г-н Хильер с сожалением планирует, как он отвезет ангела в Лондон и попытается обосновать его там, но две катастрофы нарушают этот план. Сначала ангел, который «более недели дышал ядовитым воздухом этой нашей борьбы за существование», в ярости бьет сэра Джона Готча кнутом, после того как местный землевладелец нагло приказывает ему покинуть свою землю. Обезумевший от мысли (ошибочно), что он убил человека, он возвращается в деревню и обнаруживает, что дом викария горит. Делия, служанка, вошла в горящее здание, пытаясь спасти скрипку ангела: этот необычный поступок стал для ангела откровением. «Тогда в мгновение ока он увидел все это, увидел этот мрачный маленький мир битвы и жестокости, преображенный в великолепии, затмившем Ангельскую Землю, залитый внезапно и невыносимо славным чудесным светом Любви и Самопожертвования». Ангел пытается спасти Делию, кто-то, кажется, видит, как «две фигуры с крыльями» вспыхивают и исчезают среди пламени, а странная музыка, которая «начинается и заканчивается, как открытие и закрытие двери», предполагает, что ангел вернулся. туда, откуда он пришел, в сопровождении Делии. 
В эпилоге сообщается, что «нет ничего под» двумя белыми крестами на Сиддермортонском кладбище, носящими имена Томаса Энджела и Делии Харди, и что викарий, который так и не восстановил свой апломб после ухода ангела, умер в течение года после пожара.

## Анализ
Своим романом Уэллс отдал дань уважения Уильяму Моррису, который ратовал за освобождение современного человека от сковывающих норм буржуазной повседневности: таким освободителем и выступает в романе ангел искусства. В этой книге, высмеивающей обычаи и институты викторианской эпохи, раскрылся талант Уэллса-сатирика.  

## Производные сочинения
На сюжет романа итальянский композитор Нино Рота написал одноимённую оперу (итал. La visita meravigliosa). Премьера состоялась 6 февраля 1970 года в Театре Массимо в Палермо.
В 1973 году в кинотеатрах Европы демонстрировалась франко-итальянская экранизация романа, снятая Марселем Карне.